# Rittergut Brandenstein

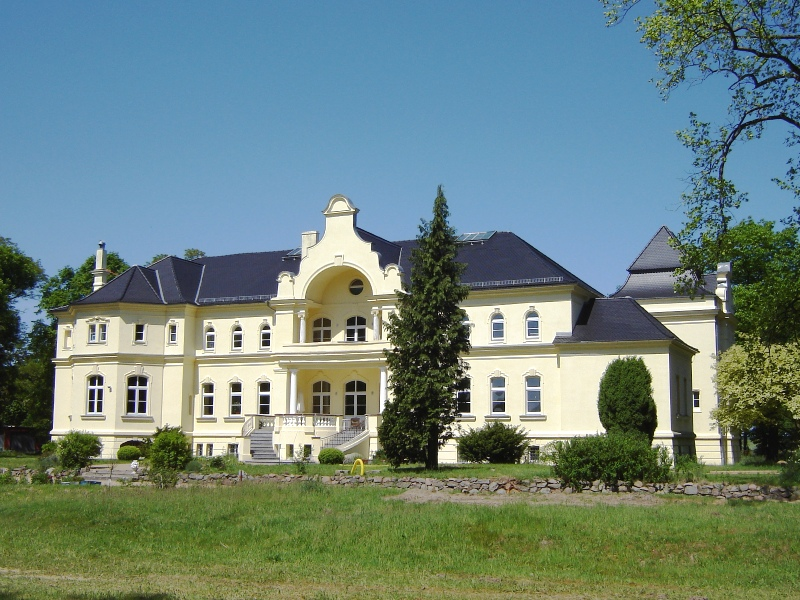
Gartenfassade des Herrenhauses

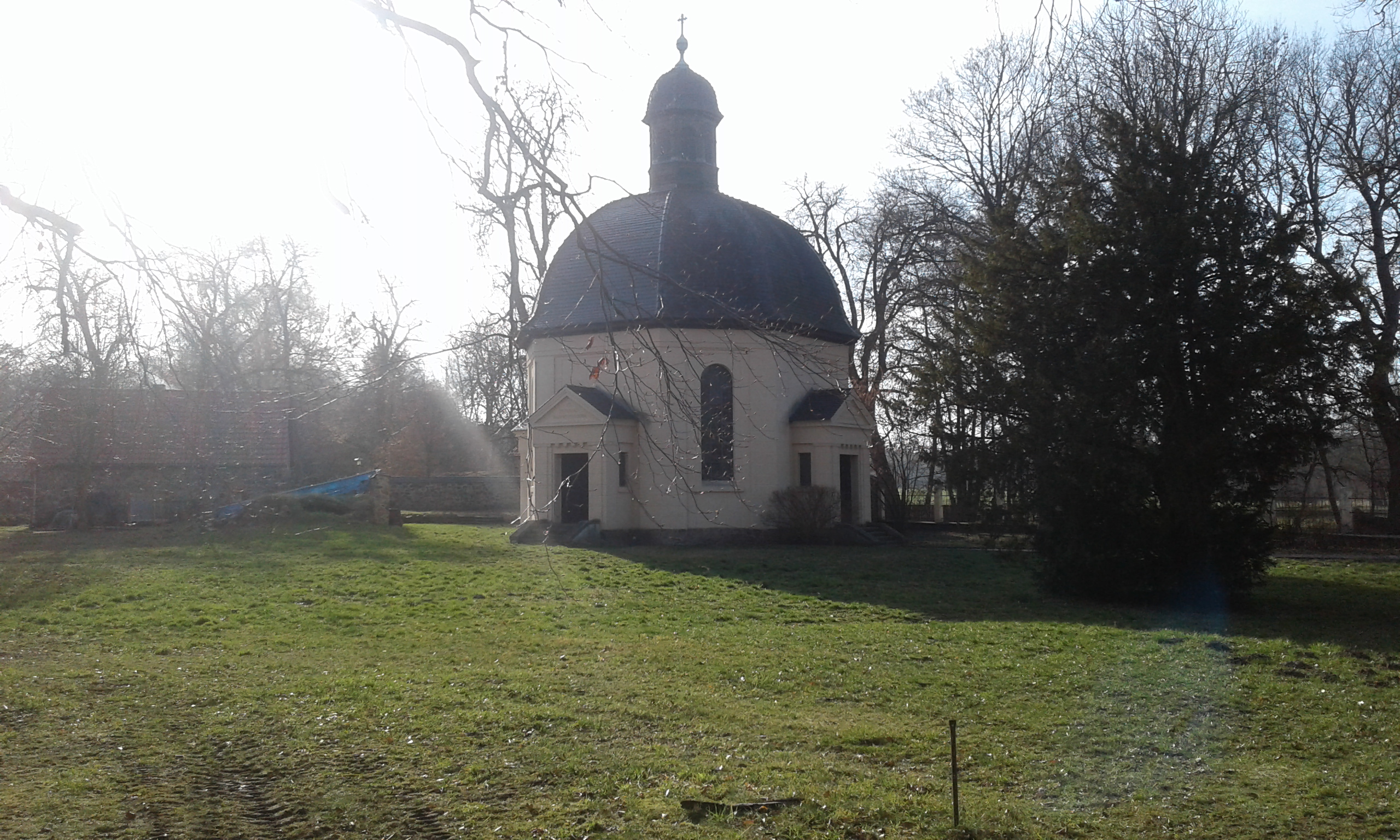
Kapelle des Ritterguts Brandenstein

Das Rittergut Brandenstein, auch als Herrenhaus Brandenstein oder Schloss Brandenstein bezeichnet, ist ein denkmalgeschütztes Bauwerk im Ortsteil Brandenstein der Stadt Möckern im Landkreis Jerichower Land in Sachsen-Anhalt. Im örtlichen Denkmalverzeichnis ist das Rittergut unter der Erfassungsnummer 094 76224 als Baudenkmal verzeichnet.

## Allgemeines
Die zum Rittergut gehörende Gutskapelle entstand 1911. Zur Anlage gehört ebenfalls ein vierseitiger Wirtschaftshof mit Verwalterhaus und Nebengebäuden sowie ein Park mit einer Grotte. Die Rittergutanlage befindet sich am südöstlichen Ortsrand.

## Geschichte
Die Familie von Arnim war bereits im frühen 16. Jahrhundert im Besitz der Begüterung, hier mit Lippold II. von Arnim, Rat und Amtshauptmann von Lohburg. Seine Ehefrau war Ursula von Lattorff. Nachweislich ist auch sein Ururenkel, Hans Ernst von Arnim-Theesen (1688–1743), ihm folgend Johann August von Arnim. Dann folgte im Besitz der Landrat Ludwig Heinrich Wilhelm von Arnim (1771–1848) und seiner Frau Karoline von Stechow-Kotzen-Nennhausen (1776–1849). Dessen Nachfahren, es hatte sich längst eine eigene genealogische Familienlinie von Arnim-Brandenstein herausgebildet, bildeten einen Familienfideikommiss zur Sicherung und Festlegung der Erbfolge. Wilhelm jun. von Arnim (1814–1898) war Grundbesitzer und Regierungsrat a. D. Anfang der 1920er Jahre ist Anna von Arnim, geb. von Wietersheim-Neuhof (1865–1928), die Inhaberin des zu Brandenstein zugehörigen Forstbereichs Krüssau, in Verwaltung des Oberförsters Rudolf Lohse, mit 642 ha zum Gutskomplex Brandenstein. Das Hauptgut Brandenstein mit 1018 ha besitzt Hans Allard von Arnim (1895–1964). Die Verwaltung obliegt Carl Thüm und Anna Posselt.
Die jetzige Rittergutsanlage entstand zu Beginn des 20. Jahrhunderts. Das Herrenhaus wurde 1900 mit Elemente des Jugendstils von der Familie von Arnim erbaut. Es blieb bis zur Enteignung während der Bodenreform in der Sowjetischen Besatzungszone im Jahr 1945 im Familienbesitz derer von Arnim. Es wurde von 1945 bis 1992 als Kinderheim genutzt.
Nach der Wende erwarb Bernd von Arnim das Rittergut zurück. Heute wird es wieder als Wohnhaus der Familie von Arnim genutzt. Im Keller befinden sich die Verwaltungsräume der Arnim’sche Forstverwaltung.
Die Modedesignerin Iris von Arnim gehört ebenso zur von Arnim`schen Familienlinie Brandenstein. Der General Ferdinand von Arnim wurde 1772 in Brandenstein geboren.

## Gestaltung
Die Front des Herrenhauses ist eingeschossig mit Mittelrisalit. Am nördlichen Ende befindet sich ein runder Turm mit einem großen Allianzwappen des Achim Friedrich Hans von Arnim (1853–1912), kgl. preuß. Major und Rechtsritter des Johanniterordens, und seiner Gemahlin Anna Maria, geborene von Wietersheim-Neuhof. Am Südlichen Ende des Gebäudes befindet sich ein Eckpavillon. Die Gartenfassade ist zweigeschossig, überspannt von einem Rundbogen, dem sich seitlich der Eckpavillon mit geschlossenen Erkervorbau anschließt. Die Räume sind zum Großteil mit Kassetten- und Stuckdecken sowie Holzvertäfelungen ausgestattet.

## Genealogie der Besitzer
- Werner Konstantin von Arnswaldt, Ernst Devrient: Das Geschlecht v. Arnim. Teil II: Geschichte der Familie. Band 1: Die Hauptstämme Zichow und Zehdenick. 4. Kapitel, Hrsg. u. a. Dietlof Graf von Arnim-Boitzenburg, Georg von Arnim-Suckow, A. Mieck Prenzlau, Selbstverlag, Prenzlau 1923, DNB 560325223, S. 340–404.
- Jochen von Arnim-Mürow-Neuensund, Gerd H. Zuchold, u. a.: Das Geschlecht von Arnim. Teil IV: Chronik der Familie im neunzehnten und zwanzigsten Jahrhundert. Hrsg. Vorstand des von Arnim`schen Familienverband, In: Deutsches Familienarchiv, Band 137 bis 140, Degener & Co., Neustadt/Aisch 2002, ISSN 0012-1266, ISBN 3-7686-5178-9, S. 60–73.